# سدیم مالات
سدیم مالات (به انگلیسی: Sodium malate) با فرمول شیمیایی C۴H۴Na۲O۵ یک ترکیب شیمیایی با شناسه پاب‌کم ۸۷۳۶ است. که جرم مولی آن ۱۷۸٫۰۵ g/mol می‌باشد. 